# Andreas Zenonos
Andreas Zenonos (ur. 27 maja 1957 w Atheniou) – cypryjski dyplomata. Od 11 kwietnia 2012 akredytowany jako ambasador nadzwyczajny i pełnomocny Republiki Cypryjskiej w Rzeczypospolitej Polskiej.
W 1975 ukończył Gimnazjum w Limassol; następnie odbył studia wyższe na Uniwersytecie w Aix‑en‑Provence (Francja), uzyskując dyplom ogólnych studiów uniwersyteckich, dyplom licencjata socjologii, dyplom magistra socjologii, dyplom studiów pogłębionych w dziedzinie historii; jego specjalizacja: socjologia i historia rozwoju.
Kariera zawodowa:
- 1991 – rozpoczął służbę dyplomatyczną w Ministerstwie Spraw Zagranicznych
- 1992-1994 – drugi sekretarz (i zastępca wysokiego komisarza) w Wysokiej Komisji Republiki Cypryjskiej w Indiach (New Delhi)
- 1994-1995 – drugi sekretarz w Departamencie Politycznym – ds. europejskich w MSZ
- 1995-2000 – pierwszy sekretarz w Ambasadzie Paryżu
- 2000-2001 – radca w Departamencie Politycznym – ds. stosunków wielostronnych w MSZ
- 2002 – chargé d’affaires a.i. w Pekinie
- 2002-2003 – radca w Departamencie Politycznym – ds. stosunków wielostronnych MSZ
- 2004-2005 – zastępca dyrektora Departamentu Politycznego – ds. stosunków wielostronnych MSZ
- 2005-2009 – wysoki komisarz w Indiach (jednocześnie w Sri Lance, Malediwach, Singapurze, Malezji, Brunei Darussalam oraz Ambasador w Nepalu, Tajlandii, Wietnamie i Mjanmie).

## Odznaczenia
- Krzyż Komandorski Orderu Zasługi Rzeczypospolitej Polskiej (2016)[1]